# Vetró Bodoni Zsuzsa
Vetró Bodoni Zsuzsa (Kolozsvár, 1951. július 25. – Kézdivásárhely, 2020. december 8.) erdélyi magyar tanár, festő, grafikus, Vetró András  felesége.

## Életpályája
Szülővárosában járt a Képzőművészeti Líceumba, majd a Ion Andreescu Képzőművészeti Főiskola grafika szakán végzett 1975-ben Feszt László tanítványaként. Férje, Vetró András révén került Kézdivásárhelyre, ahol rajzot, grafikát és művészettörténetet tanított a Nagy Mózes Elméleti Líceumban. Diákjaival több országos és nemzetközi rajzversenyre nevezett be. Többször vállalta előadások és tárlatvezetések megszervezését. Plakátok, reklámok, díszletek készítésével is foglalkozott.

## Kiállítások
Munkáival részt vett több csoportos tárlaton Kézdivásárhelyen (1990–1998), Sepsiszentgyörgyön (1992–1996), Kovásznán (1996–1998), Kolozsváron, Marosvásárhelyen (1995), Magyarországon pedig Budapesten, Szentendrén, Gyöngyösön (1998, 1999) Veszprémben, Hatvanban (1999), Szentesen, Székesfehérváron. Férjével közösen kiállított Franciaországban (Bourg en Bresse, 1995) és Svájcban (Yvonand, 1999).

## Díjak, kitüntetések
2013: Ezüstgyopár díjjal tüntette ki a Romániai Magyar Pedagógusok Szövetsége

## Tagságok
- Romániai Képzőművészek Szövetsége
- Barabás Miklós Céh

## Családja
Férje Vetró András szobrász, fiai Vetró Bodoni Sebestyén András (1976) és Vetró Bodoni Barnabás (1977) grafikusok.